# دهنة (فشارود)
دهنة (بالفارسية: دهنه) هي مستوطنة تقع في إيران في قسم فشارود الريفي. يقدر عدد سكانها بـ 29 نسمة .